# Porterklasse

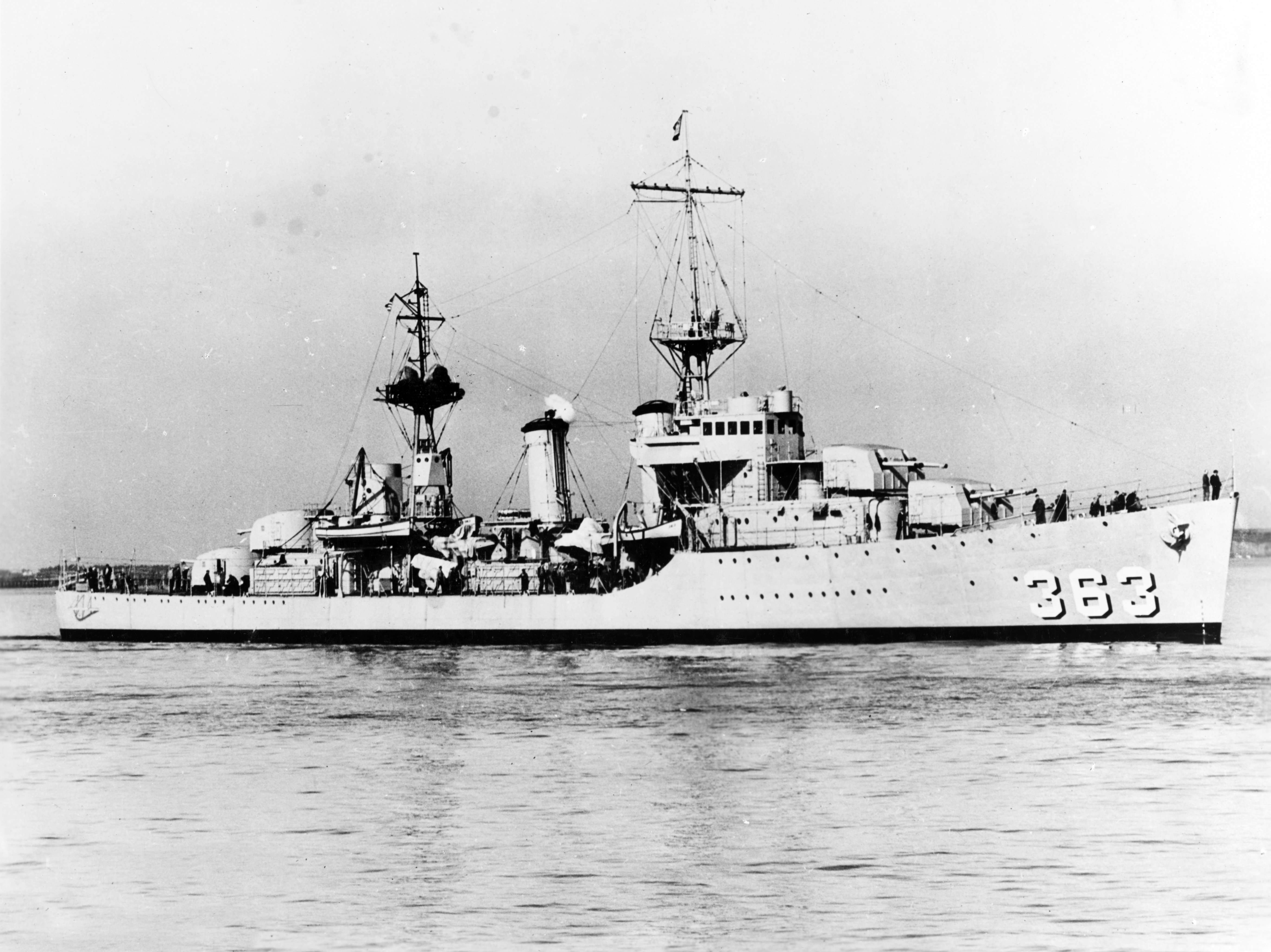
USS Balch (DD-363)

De Porterklasse was een klasse van acht torpedobootjagers bij de Amerikaanse marine.
De eerste vier schepen van de klasse werden neergelegd in 1933 door New York Shipbuilding en de andere vier in 1934 door de Bethlehem Steel Corporation in Quincy, Massachusetts. De schepen kwamen allemaal in 1936 in dienst.
De klasse werd gebouwd als reactie op de grote torpedobootjagers gebouwd door de Keizerlijke Japanse Marine in die tijd, en waren bedoeld als de leiders van torpedobootjagerflottieljes. De klasse werd gebouwd met vier dubbelloops 12,7 cm kanonnen. Hierdoor werden de schepen nogal topzwaar, en vliegtuigen vormden een steeds groter gevaar. Daarom werden tijdens de oorlog twee geschutskoepels vervangen door koepels die zowel voor lucht als grondaanvallen gebruikt konden worden. Verder werd er nog extra luchtafweergeschut geplaatst. 

## Schepen
- USS Porter (DD-356)
- USS Selfridge (DD-357)
- USS McDougal (DD-358)
- USS Winslow (DD-359)
- USS Phelps (DD-360)
- USS Clark (DD-361)
- USS Moffett (DD-362)
- USS Balch (DD-363)